# Каменний Кар'єр (Казахстан)
Ка́менний Кар'є́р (каз. Каменный Карьер) — село у складі Глибоківського району Східноказахстанської області Казахстану. Входить до складу Ушановського сільського округу.
Населення — 261 особа (2021; 331 у 2009, 242 у 1999, 296 у 1989).
Національний склад станом на 1989 рік:
- росіяни — 100 %